# The Look (film 2011)
The Look è un film documentario del 2011 scritto e diretto da Angelina Maccarone.

## Produzione

### Riprese
Il film è stato girato negli Stati Uniti, nei pressi di New York, nel Regno Unito, a Londra e in Francia a Parigi.

## Distribuzione

### Data di uscita
- Francia: 16 maggio 2011 (Festival di Cannes)[1][2]
- Francia: 6 luglio 2011 (Paris Cinéma)
- Germania: 2 ottobre 2011 (Hamburg Film Festival)
- Germania: 20 ottobre 2011
- USA: 4 novembre 2011
- Svezia: 14 novembre 2011 (Stockholm International Film Festival)
- Hong Kong: 22 marzo 2012 (Hong Kong International Film Festival)
- Polonia: 13 maggio 2012 (Planete+ Doc Film Festival)
- Polonia: 4 agosto 2012 (Film and Art Festival Two Riversides)
- Polonia: 14 aprile 2013 (Off Plus Camera)

## Accoglienza

### Incassi
Il film ha incassato $17,580 negli Stati Uniti.

## Riconoscimenti
- 2012 - Deutscher Filmpreis
  - Candidatura al Lola al miglior documentario a Gerd Haag, Michael Trabitzsch, Charlotte Uzu, Prounen Film, TAG/TRAUM Filmproduktion, Les Films d'Ici